# Pałac przy ul. Wrocławskiej w Wałbrzychu
Pałac przy ul. Wrocławskiej w Wałbrzychu – zabytkowy pałac wybudowany w 1908 r. w Wałbrzychu.

## Położenie
Pałac położony jest w Wałbrzychu – mieście na południowym zachodzie Polski, w województwie dolnośląskim; na Pogórzu Zachodniosudeckim i w Sudetach Środkowych, nad rzeką Pełcznicą, historycznie na Dolnym Śląsku.